# Tabebuia obtusifolia
Tabebuia obtusifolia là một loài thực vật có hoa trong họ Chùm ớt. Loài này được (Cham.) Bureau miêu tả khoa học đầu tiên năm 1894.